# Cabirijine noći
Cabirijine noći (tal. Le Notti di Cabiria) je slavna i hvaljena talijanska crno-bijela drama iz 1957. koja govori o mladoj prostituki koja doživljava razne pustolovine u Rimu. Film, koji je blagi odmak od talijanskog neorealizma, režirao je Federico Fellini te je osvojio Oscara za najbolji strani film. 

## Filmska ekipa
Režija: Federico Fellini
Glume: Giulietta Masina (Maria “Cabiria” Ceccarelli), Francois Perier (Oscar D’Onofrio), Franca Marzi (Wanda), Dorian Gray (Jessy) i dr.

## Radnja
Predgrađe Rima. Prostitutku Cabiriju ljubavnik Giorgino, koji je cijelo vrijeme obećavao kako je voli te da će je oženiti, gurne u rijeku i pobjegne s njenom torbicom. Tri dječaka primijete Cabiriju te je izvuku iz rijeke i spase od utapanja. No ona se samo uvrijedi i nezahvalno vrati kući. Sljedeći dan s prijateljicom Wandom odlazi raditi na ulicama Rima. Na ulici je pokupi ljubazni glumac i ženskar Alberto te odvede u svoju vilu. No prije nego što se išta moglo dogoditi, pojavila se njegova ljubavnica Jessy pa je sakrio Cabiriju u ormar preko noći. Ujutro joj Alberto plati za noć iako ona nije htjela prihvatiti novac pošto se ništa nije dogodilo, te je isprati van. Cabirija odlazi u crkvu u kojoj se dogodilo čudo, a zatim u neki zabavni show u kojem je neki čovjek hipnotizira te tako otkrije neke njene tajne publici. Kasnije upozna Oscara koji tvrdi da se u showu zaljubio u nju. Polako on započne ljubavnu vezu s njom te je nagovori da sakupi svoju ušteđevinu te se preseli s njim u njegov dom kako bi se vjenčali. Cabiria na to pristane, no i on je prevari, ukrade novac te pobjegne. Cabiria odlazi tužna cestom, ali se ipak na kraju nasmiješi.

## Nagrade
- Osvojen Oscar (najbolji strani film).
- 2 nominacije za BAFTA-u (najbolji strani film, glavna glumica Giulietta Masina).
- Nominacija za Zlatnu palmu u Cannesu (osvojena nagrada za najbolju glavnu glumicu Giulietta Masina, posebna nagrada OCIC).

## Kritike
Većina kritičara je hvalila film "Cabirijine noći". Tako je Jeffrey M. Anderson u svojoj recenziji napisao: "Federico Fellini je snimao dvije vrste filmova - nazvat ćemo ih njegovim "velikim" i "malenim" filmovima. Njegovi "veliki" filmovi su oni koji sadrže fantastične umjetničke prizore, kao što su "8 1/2" i "Amarcord", dok su njegovi raniji, "mali" filmovi bogati izvanrednim prizorima o ljudima. "Cabirijine noći" je jedan od takvih filmova...Ovo je prekrasan film koji će vam slomiti srce. Funkcionira većinom zahvaljujući snažnoj izvedbi Giuliette Masine, koja je kombinacija Lucille Ball, Charlieja Chaplina i Al Pacina. Ona se može opisati istodobno kao supruga, snažna osoba, klaun i princeza u jednom...Izazivam bilo koga da kaže da nije bio dirnut takvim scenama poput one u kojoj Masina pronađe psića dok provodi noć u zahodu..."Cabirijine noći" su možda najbolji Fellinijev film zbog njegove jednostavne poezije, ljubavi i dostojanstva". Sean Axmer je zaključio: "Nijedan Fellinijev film ne nudi takvu iskrenu nadu u nasmiješenom licu takve gorke razorenosti, a onda opet nijedan njegov film ne predstavlja lica s takvom iskrenom ponudom nade. Možda nijedna druga glumica osim Masine ne bi mogla odigrati takvu delikatnu zadnju scenu, veličanstven trijumf ljudskog duha. "Cabirijine noći" ostaje najbolja suradnja Fellinija i Masine, te jedan od najvećih filmova kinematografije."
Roger Ebert je napisao: "Naravno, svaka prostitutka uvijek glumi na jedan ili na drugi način, ali lik Cabirije sugerira da ona ima neku ličnost na umu - možda Chaplinovu skitnicu, s dodirom Lucille Ball, koji je morao biti na talijanskoj televiziji u 1950-ima. Čini se da Cabiria misli da može proći kroz stravu svijeta ako se zaštiti sa smiješnim alter egom...Fellini je bio pjesnik riječi i glazbe...U svim tim scenama ona ostaje prkosan lik, a mi slutimo da se smekšava prema kraju. Pošto si dopušta vjerovati da njena budućnost leži s Oscarom, njene se obrve neprimjetno olabavljuju i debele horizontalne linije se počinju naginjati oko očiju i oko lica koje se doima krhkije. Cijela priča nas priprema na nezaboravni zadnji kadar filma, u kojem vidimo Cabirijino lice razriješeno svih poteškoća. Od svih likova koje je stvorio, Fellini je jednom rekao da je Cabiria jedina o kojoj se još uvijek brine. Kada je 1992. dobio počasni Oscar za životno djelo, pogledao je dolje na pod prema Masini koja je sjedila u prvom redu te joj rekao da ne plače. Kamera ju je pokazala kako se hrabro smije kroz suze, i tu je bila Cabiria".

## Vanjske poveznice
- Cabirijine noći u internetskoj bazi filmova IMDb-a
- Recenzije na Rottentomatoes.com
- Esej o filmu
- Veliki filmovi Rogera Eberta  Arhivirana inačica izvorne stranice od 14. siječnja 2013. (Wayback Machine)